# Mortoniella pittieri
Mortoniella pittieri är en oleanderväxtart som beskrevs av R. E. Woodson. Mortoniella pittieri ingår i släktet Mortoniella och familjen oleanderväxter. Inga underarter finns listade i Catalogue of Life.